# Tabaré Aguerre
Tabaré Aguerre Lombardo (n. Montevideo; 1957) es un ingeniero agrónomo, empresario agropecuario y político uruguayo. 
Fue Ministro de Ganadería de Uruguay desde 2010  hasta 2018

## Biografía
Aguerre se recibió de ingeniero agrónomo en la Universidad de la República, en 1981. Fue técnico extensionista por 15 años en la cooperativa azucarera CALNU en Bella Unión, al norte de Uruguay.
En 1983 comienza actividad empresarial como productor de arroz en Artigas, Uruguay y posteriormente también como productor ganadero. Fue integrante muy activo de la Asociación de Cultivadores de Arroz del Uruguay, siendo socio, luego dirigente, vicepresidente (1988-2006) y  Presidente (2006-2009).
El 1 de marzo de 2010 asumió como Ministro de Ganadería, Agricultura y Pesca, indicado por el presidente José Mujica. El 1 de marzo de 2015, fue confirmado por el presidente Tabaré Vázquez como Ministro de Ganadería, Agricultura y Pesca.  Aguerre es miembro independiente del Frente Amplio; cargo al que renunció el 12 de enero de 2018 en el marco de un medio rural que ya vivía las protestas de los llamados autoconvocados.

## Vida privada
Está casado con  Ana Luisa Cazes con la cual tiene cuatro hijos.
En mayo de 2016, fue según una encuesta el segundo funcionario público mejor evaluado en Uruguay.